# Уиллнер, Роберт
Роберт Уиллнер (англ. Robert Willner; 21 июня 1929 года, Нью-Йорк — 15 апреля 1995 года) — врач из Флориды, известный своей ролью в отрицании СПИДа.
В своей книге «Смертельная ложь» (англ. Deadly Deception: the Proof That Sex And HIV Absolutely Do Not Cause AIDS) он описал свою точку зрения на взаимосвязь между ВИЧ и СПИД. Его медицинская лицензия была отозвана в 1990 году из-за, в том числе, лечения пациентов со СПИДом озонотерапией. По его мнению, СПИД вызывается плохим питанием, наркотиками и лекарствами, в частности известным антиретровирусным препаратом зидовудином.
28 октября 1994 года на пресс-конференции в одном из отелей Северной Каролины Уиллнер уколол свой палец кровью, которая, по его словам, была взята у ВИЧ-инфицированного пациента. Он умер шесть месяцев спустя, 15 апреля, 1995 года, от инфаркта.
Кроме отрицания СПИДа Уиллнер также известен своими нетрадиционными подходами к лечению рака, например, применением амигдалина, 714-X, хелатов и глиоксилида, что рассматривается медицинскими кругами как шарлатанство.

## Книги
- Acupressure: Confidential report, 1979
- The Pleasure Principle Diet: How to Lose Weight Permanently, Eating the Foods You Love, 1985
- The Cancer Solution, 1994
- Willner, Robert. Deadly Deception: the Proof That Sex And HIV Absolutely Do Not Cause AIDS (англ.). — Peltec Publishing Company Inc, 1994. — ISBN 978-0964231610.